# Грин-Валли (тауншип, Миннесота)
Грин-Валли (англ. Green Valley) — тауншип в округе Бекер, Миннесота, США. На 2000 год его население составило 346 человек.

## География
По данным Бюро переписи населения США площадь тауншипа составляет 93,1 км², из которых 91,8 км² занимает суша, а 1,3 км² — вода (1,45 %).

## Демография
По данным переписи населения 2000 года здесь находились 346 человек, 124 домохозяйства и 90 семей.  Плотность населения —  3,8 чел./км².  На территории тауншипа расположено 165 построек со средней плотностью 1,8 построек на один квадратный километр. Расовый состав населения: 95,95 % белых, 1,16 % коренных американцев, 0,87 % — других рас США и 2,02 % приходится на две или более других рас. Испанцы или латиноамериканцы любой расы составляли 1,73 % от популяции тауншипа.
Из 124 домохозяйств в 33,9 % воспитывались дети до 18 лет, в 62,1 % проживали супружеские пары, в 4,8 % проживали незамужние женщины и в 27,4 % домохозяйств проживали несемейные люди. 25,0 % домохозяйств состояли из одного человека, при том 9,7 % из — одиноких пожилых людей старше 65 лет. Средний размер домохозяйства — 2,79, а семьи — 3,40 человека.
29,5 % населения — младше 18 лет, 7,5 % — в возрасте от 18 до 24 лет, 23,1 % — от 25 до 44, 26,9 % — от 45 до 64, и 13,0 % — старше 65 лет. Средний возраст — 39 лет. На каждые 100 женщин приходилось 107,2 мужчин.  На каждые 100 женщин старше 18 приходилось 112,2 мужчин.
Средний годовой доход домохозяйства составлял 40 417 долларов, а средний годовой доход семьи —  41 806 долларов. Средний доход мужчин —  28 542  доллара, в то время как у женщин — 18 750. Доход на душу населения составил 15 149 долларов. За чертой бедности находились 11,4 % семей и 13,7 % всего населения тауншипа, из которых 5,1 % младше 18 и 34,5 % старше 65 лет.